# (20016) Rietschel
Pour les articles homonymes, voir Rietschel.
(20016) Rietschel est un astéroïde de la ceinture principale.

## Description
(20016) Rietschel est un astéroïde de la ceinture principale. Il fut découvert le 8 octobre 1991 à Tautenburg par Freimut Börngen. Il présente une orbite caractérisée par un demi-grand axe de 2,64 UA, une excentricité de 0,12 et une inclinaison de 8,0° par rapport à l'écliptique.

## Compléments